# Coccomyxa
Coccomyxa ist eine Gattung koloniebildender Grünalgen aus der Klasse der Chlorophyceae. Sie kommen häufig als Symbiosepartner in Flechten vor.

## Merkmale
Die Vertreter bilden Kolonien von unbeweglichen Zellen, die in einer Gallerte eingeschlossen sind. Die Einzelzellen sind elliptisch und tragen einen wandständigen Chloroplasten, der kein Pyrenoid besitzt. Die umgebende Gallerte ist unregelmäßig und zeigt auch keine konzentrische Schichtung. Innerhalb der Gallerte sind die Zellen unregelmäßig angeordnet. Die Zellen sind 2 bis 20 Mikrometer groß.
Die ungeschlechtliche Fortpflanzung erfolgt durch die Entstehung von 2 bis 8 Autosporen innerhalb der Zellwand der Mutterzelle. Die geschlechtliche Fortpflanzung ist bei Coccomyxa unbekannt.

## Vorkommen
Coccomyxa kommt im Plankton größerer Süßwasser-Seen vor. Der Großteil der Arten lebt jedoch auf Baumrinden und Steinoberflächen. Diese Arten gehen als Algenpartner auch Flechtensymbiosen ein.

## Systematik
Die Gattung Coccomyxa umfasst nach Algaebase 21 anerkannte Arten.

## Belege
- Karl-Heinz Linne von Berg, Michael Melkonian u. a.: Der Kosmos-Algenführer. Die wichtigsten Süßwasseralgen im Mikroskop. Kosmos, Stuttgart 2004, ISBN 3-440-09719-6, S. 172.